# Ernest Sterckx
Ernest Sterckx, né le 1er décembre 1922 à Westerlo et mort le 3 février 1975 à Louvain, est un coureur cycliste belge. Professionnel de 1943 à 1958, il a remporté la Flèche wallonne et Paris-Bruxelles en 1947, le Tour de Belgique en 1949, et le Circuit Het Volk en 1952, 1953, 1956.

## Palmarès
- 1943
  - Circuit des régions flamandes (Omloop der Vlaamse Gouwen) :
    - Classement général
    - 3e étape
- 1944
  - Tour du Limbourg
  - 10e de Paris-Tours
- 1946
  - Gand-Wevelgem
  - Gullegem Koerse
  - 2e du Grand Prix de l'Escaut
- 1947
  - Flèche wallonne
  - Paris-Bruxelles
  - Bruxelles-Ingooigem
  - 2ea et 3e étapes du GP Prior
  - 2e du GP Prior
- 1948
  - Circuit de Belgique centrale
  - Trois villes sœurs
  - 3e du championnat de Belgique sur route
- 1949
  - Tour de Belgique
  - Grand Prix Jules Lowie
  - 3e du Grand Prix de l'Escaut
  - 3e de la Coupe Sels
  - 4e du Tour des Flandres
  - 8e de Milan-San Remo
- 1950
  - Circuit des régions flamandes
  - Circuit de Hesbaye-Condroz
  - Coupe Sels
  - 3e du Grand Prix de l'Escaut
  - 3e du Grand Prix Marcel Kint
- 1951
  - Grand Prix de l'Escaut
  - Circuit du Limbourg
  - Bruxelles-Bost
  - 8e de Liège-Bastogne-Liège
- 1952
  - Circuit Het Volk
  - Circuit de Hesbaye-Condroz
  - Bruxelles-Bost
  - Circuit de Belgique centrale
  - 2e de Anvers-Liège-Anvers
  - 3e du Tour du Limbourg
  - 3e du Grand Prix de l'Escaut
  - 3e de la Coupe Sels
  - 3e du Circuit des régions flamandes
- 1953
  - Circuit Het Volk
  - 2e et 4e étapes du Tour de Belgique
  - Tour du Brabant
  - Circuit du Brabant central
  - 9e de Paris-Bruxelles
- 1954
  - 2e du Grand Prix Beeckman-De Caluwé
  - 3e de Gand-Wevelgem
  - 3e du Grand Prix de l'Escaut
- 1955
  - Tour du Limbourg
  - Tour d'Hesbaye
  - 2e du Circuit du Limbourg
  - 3e d'Anvers-Liège-Anvers
  - 6e de Paris-Roubaix
  - 7e de Paris-Bruxelles
- 1956
  - Circuit Het Volk
  - 2ea étape d'À travers la Belgique
  - 2e du Tour d'Hesbaye
  - 2e du Circuit des Trois Provinces (Avelgem)
  - 9e du Tour des Flandres
- 1957
  - 2e de Hoegaarden-Anvers-Hoegaarden